# Vương Thắng Tuấn
Vương Thắng Tuấn (giản thể: 王胜俊; phồn thể: 王勝俊; bính âm: Wáng Shèngjùn; sinh 15 tháng 10 năm 1946) là chính khách nước Cộng hòa Nhân dân Trung Hoa. Ông từng là Phó Ủy viên trưởng Ủy ban Thường vụ Đại hội Đại biểu Nhân dân Toàn quốc khóa 12 nhiệm kỳ 2013 đến năm 2018 và Chánh án Tòa án Nhân dân Tối cao Trung Quốc nhiệm kỳ từ tháng 3 năm 2008 đến tháng 3 năm 2013.

## Tiểu sử

### Thân thế
Vương Thắng Tuấn sinh ngày 15 tháng 10 năm 1946 tại Túc Châu, tỉnh An Huy.

### Giáo dục
Năm 1964 đến 1968, Vương Thắng Tuấn theo học khoa lịch sử tại Học viện Sư phạm Hợp Phì (nay là Đại học Sư phạm An Huy).
Tháng 3 đến tháng 7 năm 1985, ông theo học tập lớp nâng cao cán bộ cấp tỉnh bộ tại Trường Đảng Trung ương Đảng Cộng sản Trung Quốc.
Tháng 9 đến tháng 11 năm 1992, ông theo học lớp nâng cao cán bộ cấp tỉnh bộ ở Trường Đảng Trung ương Đảng Cộng sản Trung Quốc.

### Sự nghiệp
Tháng 9 năm 1968, sau khi tốt nghiệp, Vương Thắng Tuấn về công tác tại huyện Lục An, tỉnh An Huy và từng đảm nhiệm chức vụ Phó Chủ nhiệm Văn phòng Huyện ủy, Phó Bí thư Khu ủy Tô Gia Phụ, cán sự rồi Trưởng phòng Phòng Tuyên truyền, Ban Tuyên truyền Địa ủy Lục An. Tháng 12 năm 1972, ông gia nhập Đảng Cộng sản Trung Quốc.
Năm 1983 đến năm 1984, Vương Thắng Tuấn được bổ nhiệm làm Phó Bí thư Địa ủy địa khu Lục An, tỉnh An Huy nay thuộc thành phố Lục An, tỉnh An Huy. Tháng 12 năm 1983, ông kiêm nhiệm chức vụ Bí thư Huyện ủy huyện Lục An (六安). Năm 1984, ông được bổ nhiệm giữ chức Ủy viên Ban Thường vụ Tỉnh ủy An Huy, Phó Tổ trưởng Thường trực Tiểu tổ Lãnh đạo cải cách thể chế kinh tế tỉnh An Huy. Năm 1985, Vương Thắng Tuấn được bổ nhiệm giữ chức Ủy viên Ban Thường vụ Tỉnh ủy, Bí thư Ủy ban Chính trị Pháp luật Tỉnh ủy An Huy. Tháng 2 năm 1988, ông được bổ nhiệm làm Ủy viên Ban Thường vụ Tỉnh ủy, Bí thư Ủy ban Chính trị Pháp luật Tỉnh ủy An Huy kiêm Giám đốc Sở Công an tỉnh An Huy. Từ tháng 11 năm 1988, ông là Ủy viên Ban Thường vụ Tỉnh ủy, Bí thư Ủy ban Chính trị Pháp luật Tỉnh ủy An Huy kiêm Bí thư Đảng ủy Sở Công an tỉnh, Giám đốc Sở Công an tỉnh An Huy. Năm 1992 đến năm 1993, ông giữ chức Ủy viên Ban Thường vụ Tỉnh ủy, Bí thư Đảng ủy Sở Công an tỉnh Anh Huy kiêm Bí thư Ủy ban Chính trị Pháp luật Tỉnh ủy An Huy.
Năm 1993, Vương Thắng Tuấn được bổ nhiệm giữ chức vụ Phó Tổng thư ký Ủy ban Chính trị Pháp luật Trung ương Đảng Cộng sản Trung Quốc. Năm 1998, ông được bổ nhiệm làm Tổng Thư ký Ủy ban Chính trị Pháp luật Trung ương Đảng Cộng sản Trung Quốc. Năm 2005, ông được bổ nhiệm giữ chức Tổng Thư ký Ủy ban Chính trị Pháp luật Trung ương Đảng Cộng sản Trung Quốc kiêm Phó Chủ nhiệm Ủy ban Quản lý toàn diện xã hội Trung ương Đảng Cộng sản Trung Quốc.
Ngày 21 tháng 10 năm 2007, tại Đại hội Đảng Cộng sản Trung Quốc lần thứ 17, ông được bầu làm Ủy viên Ban Chấp hành Trung ương Đảng Cộng sản Trung Quốc khóa XVII. Ngày 16 tháng 3 năm 2008, kỳ họp thứ nhất Đại hội đại biểu Nhân dân toàn quốc (Quốc hội Trung Quốc - NPC) khóa 11 đã bầu Vương Thắng Tuấn giữ chức vụ Bí thư tổ Đảng Tòa án Nhân dân Tối cao, Chánh án Tòa án Nhân dân Tối cao Trung Quốc.
Ngày 14 tháng 11 năm 2012, tại Đại hội Đảng Cộng sản Trung Quốc lần thứ 18, ông được bầu làm Ủy viên Ban Chấp hành Trung ương Đảng Cộng sản Trung Quốc khóa XVIII. Ngày 14 tháng 3 năm 2013, ông được bầu giữ chức vụ Phó Ủy viên trưởng Ủy ban Thường vụ Đại hội Đại biểu Nhân dân Toàn quốc khóa 12 nhiệm kỳ 2013 đến năm 2018.